# Żyrardynka
Żyrardynka, żerardynka metaliczna, żyworódka metaliczna,  (Girardinus metallicus) – żyworodna ryba słodkowodna z rodziny piękniczkowatych (Poeciliidae) występująca na terenie wód Kuby i Kostaryki. 

## Dymorfizm
Samce mniejsze od samic: samiec osiąga długość do 5 cm, a samica do 9 cm. Długie gonopodium samca zakończone jest dwoma zakrzywionymi wyrostkami. U samców wzdłuż dolnej krawędzi ciała występuje ciemna smuga.

## Hodowla
Rzadko hodowana w akwarium ze względu na szare ubarwienie. Należy ona do spokojnych i łagodnych ryb akwariowych. Żywi się pokarmem żywym, suchym, mrożonym i glonami. Nadaje się do hodowli w wielogatunkowym akwarium. Woda, w jakiej przebywa, powinna charakteryzować się pH 6,0–7,5, posiadać temperaturę ok. 22–26°C i być wymieniana w ilości 30–40% co tydzień. Akwarium powinno mieć od 40 cm długości, posiadać jasne oświetlenie oraz być gęsto zarośnięte roślinami.

## Rozmnażanie
Do rozrodu powinna mieć zbiornik gęsto porośnięty roślinnością, ponieważ zjada młode lub specjalny pojemnik z którego młody narybek przepływa przez szpary do części akwarium niedostępnej dla samicy. Zapłodnienie następuje poprzez gonopodium. Ciąża samicy trwa ok. 20-30 dni. Samica może urodzić do 100 sztuk narybku (na ogół jest to 10-30 szt.), który po 2 dniach samodzielnie pobiera pokarm; roztarty pył dafni lub larwy solowca.